# Luigi Matera
Luigi Matera (* 11. Februar 1820 in Rom, Kirchenstaat; † 29. November 1891 in Buenos Aires, Argentinien) war ein römisch-katholischer Erzbischof und Diplomat des Heiligen Stuhls.

## Leben
Luigi Matera empfing am 21. Dezember 1845 das Sakrament der Priesterweihe für das Bistum Rom.
Am 30. März 1882 ernannte ihn Papst Leo XIII. zum Titularerzbischof von Irenopolis in Cilicia und bestellte ihn zum Apostolischen Delegaten in Argentinien. Der Erzbischof von Buenos Aires, Federico León Aneiros, spendete ihm am 16. Juli desselben Jahres die Bischofsweihe; Mitkonsekratoren waren der Bischof von Córdoba, Mamerto Esquiú Medina OFM, und der Bischof von San Juan de Cuyo, Venceslao Javier José Achával y Medina OFM.